# Lago del Volcán (Nansen)
El Lago del Volcán es un lago en la Argentina. Se encuentra ubicado en el departamento Río Chico, en el centro-norte de la provincia de Santa Cruz, Patagonia. Se ubica completamente dentro del Parque Nacional Perito Moreno.
No se debe confundir con el lago Volcán, ubicado en la misma región, se encuentra al norte del Lago Belgrano, a más de 20 kilómetros al noreste.

## Geografía
Se encuentra en el Parque Nacional Perito Moreno, a menos de 500 metros al noroeste del brazo oeste del lago Nansen, cerca de la frontera argentino-chilena. Se encuentra en una cuenca de origen glaciar que comparte con el brazo noroeste del lago Nansen y que ocupa la zona de aguas arriba. Se extiende desde el noroeste hacia el sureste aproximadamente 1,6 km.
El lago es de difícil acceso. El clima de la zona es muy húmedo y las lluvias torrenciales, sus orillas están cubiertas de un tipo de bosque denso valdiviano todavía virgen.
Lago del Volcán es parte de la cuenca del río Pascua que fluye en Chile en el Océano Pacífico. Es parte de una cadena de lagos glaciares andinos. Su corto emisario surge su extremo sureste y desemboca en el lago Nansen, el cual desemboca en el río Carrera y luego desemboca en el río Mayer poco antes de cruzar la frontera chilena.
En Chile, el río Mayer se une a un brazo del lago O'Higgins/San Martín. Finalmente las aguas de esta cadena se encuentran en el efluente de este último lago, el río Pascua.